# 沙托讷夫 (索恩-卢瓦尔省)
沙托讷夫（法語：Châteauneuf，法語發音：[ʃatonœf]）是法国索恩-卢瓦尔省的一个市镇，属于沙罗勒区。

## 地理
沙托讷夫（46°12'45"N, 4°15'17"E）面积1.34 平方千米，位于法国勃艮第-弗朗什-孔泰大區索恩-卢瓦尔省，该省份为法国中部省份，北起顺时针与科多尔省、汝拉省、安省、罗讷省、卢瓦尔省、阿列省和涅夫勒省接壤。
与沙托讷夫接壤的市镇（或旧市镇、城区）包括：圣莫里斯-莱沙托讷夫、唐孔。

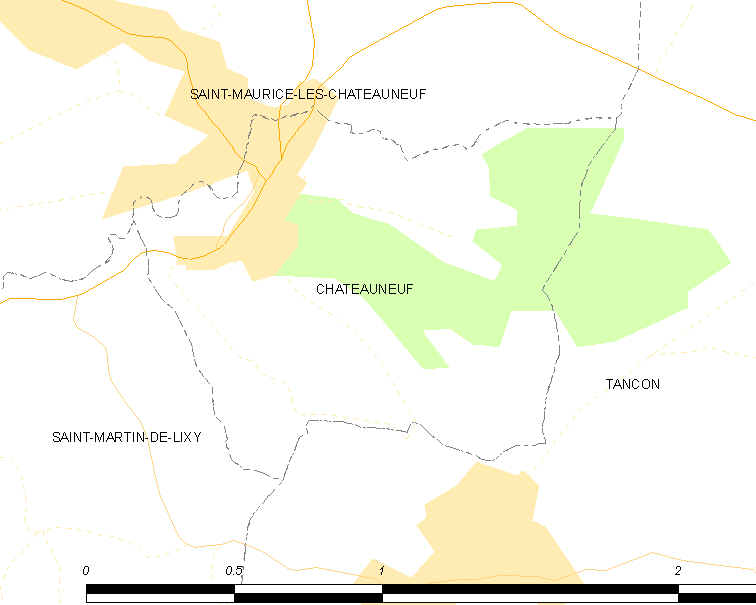
的OSM定位图

沙托讷夫的时区为UTC+01:00、UTC+02:00（夏令时）。

## 行政
沙托讷夫的邮政编码为71740，INSEE市镇编码为71113。

## 政治
沙托讷夫所属的省级选区为绍法耶县。

## 人口

1962-2008年间人口变化图示

沙托讷夫于2022年1月1日时的人口数量为89人。